# The Ghost of You
"The Ghost of You" é o quarto e último single, e a sexta faixa do segundo álbum de estúdio do My Chemical Romance, "Three Cheers for Sweet Revenge". "The Ghost of You" foi lançada nas rádios em 27 de setembro de 2005. A música aborda o medo da perda. O título da música faz alusão a um anúncio da história em quadrinhos Watchmen que diz "Oh, como o fantasma de você se agarra". O próprio anúncio era uma alusão à música "These Foolish Things". A letra da música trata da experiência de perder alguém querido.

## Videoclipe
O videoclipe foi gravado ao longo de dois dias em Malibu, Califórnia, e custou um pouco mais de $1.000.000 para ser produzido. Marc Webb dirigiu o vídeo. Em uma entrevista à Fuse, o My Chemical Romance disse: "Filmamos um filme e simplesmente editamos para ser um vídeo. É como se você juntasse 'Helena' e 'I'm Not Okay (I Promise)' para fazer um vídeo musical longo, ainda assim superaria isso". Ele se assemelha a cena da invasão do começo do filme "O Resgate do Soldado Ryan". A maior parte do vídeo se passa em um baile da USO onde a banda está se apresentando, mas frequentemente muda para uma cena do Dia D, na qual os membros da banda interpretam soldados dos Estados Unidos em um combate feroz. (No baile, o uniforme de um soldado traz o emblema da 101ª Divisão Aerotransportada, no entanto, a 101ª Divisão Aerotransportada não esteve envolvida em desembarques na praia, mas foi lançada de paraquedas atrás das linhas inimigas no Dia D, sugerindo que várias unidades estavam presentes no baile em que o My Chemical Romance tocava. Emblemas da 1ª Divisão de Infantaria e da Nona Força Aérea também podem ser vistos.)
O vídeo assume um tom emocional quando o baixista Mikey Way é baleado e morto pelo fogo inimigo, apesar das tentativas do médico (interpretado por Ray Toro) de salvá-lo, destacando a ênfase nos aspectos de perda da música. Isso é prenunciado em uma cena de bar onde o vocalista Gerard Way, seu irmão, parece estar o tranquilizando de que ele ficará bem e que não há motivo para ter medo. Ele é visto usando um emblema da 1ª Divisão de Infantaria no vídeo. Mikey "morre" com os olhos abertos. Gerard é contido por seus companheiros de esquadrão/membros da banda enquanto vê seu irmão morrer, e é visto gritando (embora não haja som além da música) enquanto tenta correr até ele. A 1ª Divisão de Infantaria estava entre as primeiras ondas na Praia de Omaha, em 6 de junho de 1944. Em "Life on the Murder Scene", Ray é instruído a falar com Mikey para parecer que está tentando salvá-lo. Obedientemente, ele grita "Mikey! Você está morto! [Como se sente!?]".

## Lista de faixas
Todas as faixas escritas e compostas por My Chemical Romance. 
| CD promocional EUA |                                        |         |  |
| N.º                | Título                                 | Duração |  |
| 1.                 | "The Ghost of You" (versão para álbum) | 3:14    |  |

| CD promocional Reino Unido |                    |         |  |
| N.º                        | Título             | Duração |  |
| 1.                         | "The Ghost of You" | 3:23    |  |

| Disco de vinil Reino Unido |                      |         |  |
| N.º                        | Título               | Duração |  |
| 1.                         | ""The Ghost of You"" | 3:23    |  |
| 2.                         | "Helena" (ao vivo)   | 4:31    |  |

| CD1 Reino Unido |                                      |         |  |
| N.º             | Título                               | Duração |  |
| 1.              | "The Ghost of You"                   | 3:23    |  |
| 2.              | "I'm Not Okay (I Promise)" (ao vivo) | 2:59    |  |
| 3.              | "Cemetery Drive" (ao vivo)           | 2:58    |  |

| EP iTunes |                                                        |         |  |
| N.º       | Título                                                 | Duração |  |
| 1.        | "The Ghost of You" (áudio derivado do videoclipe)      | 3:16    |  |
| 2.        | "I'm Not Okay – I Promise" (ao vivo; Warped Tour 2005) | 2:59    |  |
| 3.        | "Cemetery Drive" (ao vivo; Warped Tour 2005)           | 2:58    |  |

## Paradas
| Paradas (2005-06)                        | Posição mais alta |
| ---------------------------------------- | ----------------- |
| Canada Rock Top 30 (Radio & Records)     | 28                |
| Europa (European Hot 100 Singles)        | 86                |
| Irlanda (IRMA)                           | 49                |
| Escócia (OCC)                            | 27                |
| UK Singles (OCC)                         | 27                |
| UK Rock & Metal (OCC)                    | 1                 |
| EUA Billboard Hot 100                    | 84                |
| EUA Billboard Hot Mainstream Rock Tracks | 38                |
| EUA Billboard Alternative Songs          | 9                 |

## Histórico de lançamento
| Região         | Data                 | Gravadora           | Fomato |
| -------------- | -------------------- | ------------------- | ------ |
| Estados Unidos | 2005                 | - Reprise - Eyeball | CD     |
| Reino Unido    | 29 de agosto de 2005 | - Reprise - Eyeball | Vinil  |
| Reino Unido    | 29 de agosto de 2005 | - Reprise - Eyeball | CD     |